# Genaro Moreno
Genaro Moreno (Maracaibo; 21 de septiembre de 1921-Caracas; 29 de diciembre de 1991) fue un artista plástico venezolano, conocido por ser parte del grupo de Los Disidentes, de donde absorbe las proposiciones de la abstracción geométrica. En 1949 realiza su primera exposición individual (Taller Libre de Arte de Caracas); durante ese período cultivaba la tendencia fauvista.

## Biografía
Genaro Moreno nace en la ciudad de Maracaibo, estado Zulia, Venezuela. Hijo de Carlos Moreno y Carmen Castellanos. Inicia sus estudios en el Círculo Artístico del Zulia entre 1939 y 1944. En 1945 se inscribe en la Escuela de Artes Plásticas y Aplicadas en el curso de arte puro. En 1949 realiza su primera exposición individual (Taller Libre de Arte de Caracas); durante ese período cultivaba la tendencia fauvista. En 1950 se traslada a París donde se incorpora al grupo Los Disidentes y absorbe las proposiciones de la abstracción geométrica. Ese año recibe el primer premio del Salón LUZ, realiza exposiciones individuales en París y cursa estudios de artes plásticas, en la Universidad de París (1953-1954). 
En sus primeras obras utilizó materiales como el yute con pintura de aceite, y en etapas posteriores, acrílico, plaka, pigmentos aplicados con pistola, madera, espejos y cobre, entre otros. Entre 1957 y 1958 estudió restauración de obras de arte en la Academia de San Fernando. En 1959 regresa a Venezuela y ocupa la dirección de la Escuela de Artes Plásticas Julio Arraga (Maracaibo) hasta 1961. 
En 1977 exhibe "Formas puras espacio color: 26 años de pintura geométrica" en la Galería del Consejo Nacional de la Cultura de Venezuela (Conac). 
A comienzos de los años ochenta se dedicó a la docencia dictando clases de dibujo y pintura en los cursos de la Escuela Cristóbal Rojas y en la UNEFM. Genaro Moreno indagó en la composición geométrica, que desarrolló tanto lineal como cromáticamente, variando los materiales, a lo largo de un período de 40 años. De su obra, la Galería de Arte Nacional posee en su colección dos obras abstractas realizadas con plaka sobre tela y fechadas en 1953.

## Su vida artística
Estudió en el Círculo Artístico del Zulia, Maracaibo y frecuentó, a su vez, la Escuela de Artes Plásticas de Maracaibo, Julio Arraga, entre 1939 y 1944 . En 1945, Genaro inició formalmente sus estudios de “Arte Puro” en la Escuela de Artes de Caracas, bajo la Dirección de Antonio Monsanto. Durante esos años Genaro Moreno fue influenciado por Paul Cézanne, pintor francés postimpresionista considerado como el padre del arte moderno.
Entre los años 1945 y 1948 expuso en la en la Biblioteca del Estado Zulia, Club Comercio de Maracaibo, Centro de Bellas Artes de Maracaibo, Salón Arturo Michelena de Valencia, Salón Planchart de Caracas, Ateneo de Caracas y Salón Oficial Nacional.
Durante esa época Genaro era aficionado a también a la fotografía. Compiló todo un registro visual sobre Maracaibo y la construcción y modernidad de Caracas de los años 40. Su vida transcurrió en la Escuela de Artes, pero su precariedad económica, propia de aquellos momentos, para los artistas, lo obligaba a subsistir de variadas maneras.
Compartió con sus compañeros artistas Omar Carreño, Víctor Valera, Daniel Rincón, Oswaldo Vigas y Ángel Hurtado, entre otros. En una Entrevista en Resonancias.org, conversaciones con Oswaldo Vigas, realizada por Mariela Provenzali, en el 2007, le preguntaron al artista ¿Cómo ha sido la relación con los artistas con los que ha compartido? “Al llegar a Caracas, en 1948, busqué un lugar para vivir cerca de la Escuela de Bellas Artes y de la Universidad. Conseguí una pensión de Fe a Santa Bárbara donde vivía Humberto Jaimes Sánchez, Ángel Hurtado, Omar Carreño, Victor Valera y Genaro Moreno; ellos fueron mis primeros amigos en Caracas”.
En esa época murió, el 16 de abril de 1948, Antonio Edmundo Monsanto pintor, instructor e historiador del arte de Venezuela. Su muerte impactó a Genaro Moreno. A Monsanto lo reconocieron como tutor de algunos de los artistas más importantes de la segunda mitad del siglo XX, en Venezuela. Se dice que el pintor Ángel Hurtado aseveró que durante su velorio, Armando Reverón hizo retratos de Hurtado, Genaro Moreno y Gerardo Diaz.
Con técnica Fauvista, Genaro, en 1949, realizó su primera exposición individual en el Taller Libre de Artes, en Caracas dirigida por el pintor Alirio Oramas. Genaro Moreno presentó 40 obras, entre las más importantes “Saco Rojo”.
Genaro Moreno es expulsado de la Escuela de Artes Plásticas, el 15 de abril de 1950, junto con José Maraver, Emma García, Ornar Carreño, Ángel Hurtado, Víctor Valera, Jacobo Borges, Alirio Rodríguez, Bauer, Bricelis, Madera, Tovar y Urdaneta, después de haber realizado una exposición colectiva en el Ateneo de Caracas, quienes bajo protesta pidieron el retiro de su director por la manera como dirigía la escuela con los viejos paradigmas de la plástica y el arte.
Ese mismo año parte a Paris, y se integraría al “Grupo de los Disidentes” incorporándose al movimiento constructivista internacional.
Genaro Moreno suscribe el famoso Manifiesto No, declaración pública de principios artísticos del grupo Los Disidentes, el cual fue redactado y publicado en París el 30 de junio de 1950 por los artistas Rafael Zapata, Bernardo Chataing, Régulo Pérez, Genaro Moreno , Omar Carreño, Pascual Navarro, Mateo Manaure, Carlos González Bogen, Perán Erminy, Rubén Núñez, Narciso Debourg, Dora Hersen, Aimée Battistini y J. R. Guillent Pérez .
Estando en París, ganó el Primer Premio del Salón Universidad del Zulia, en Venezuela.
En París, Genaro Moreno conoce a Jean Paul Sartre, quien lo seduce inicialmente con la idea existencialista a la que renunció posteriormente. Genaro frecuentaba algunos cafés parisinos compartiendo con Jesús Soto, Omar Carreño, Régulo Pérez, Víctor Valera, entre otros, la atmósfera artística de la postguerra. En su bohemia conoció a Edith Piaf en noches de tertulia con quien cultivo amistad. Durante el día pintaba y asistía también a los cursos de restauración de obras de artes en la Universidad de París.
“Cuando llegué a Paris, manifestó Genaro , vi una gran exposición de Piet Mondrian y de Wassily Kandinsky, que hacían nuevas referencias de la plástica, estaban revolucionando el arte. Y es que era importante para nosotros los pintores tener una información visual que no habíamos tenido y que Paris no las proporcionaba” .
El 28 de noviembre de 1950, expuso en la Galería Barbizón, en París “Formas Puras Espacio Color”, considerada la primera exposición individual de abstraccionismo geométrico realizada por un venezolano en París. Hasta ese momento las exposiciones de los artistas venezolanos habían sido en colectivas. En esa misma Galería, en 1951, exhibió una serie titulada “Pinturas Geométricas”.
En Caracas, en los años 1951 y 1952 expuso en el Taller de Arte Libre “Formas Puras Espacio Color”, pero con variantes de objetos.
Vuelve a Paris, en 1952, para residenciarse por unos años, quien comenzaba a trabajar en una nueva exposición titulada “Composición en Geometría” , inaugurada en 1953, en la Galería “Cente Saint Jacques ”.
Sobre estas obras, se refiere Bélgica Rodríguez: “En un principio Genaro Moreno fue influenciado por el sistema ortogonal del grupo Stijil. Sus composiciones consistían en un enrejado formado por verticales y horizontales que originaban cuadrados en sus puntos de intersección. El color permanecía encerrado fragmentariamente en un marco que era el mismo tiempo el fondo sobre el cual reposaban los cuadrados y rectángulos de color. Este planteamiento difiere de la proposición de Mondrian, para quien el equilibrio dinámico, principio de la pintura pura, implica concebir el cuadro como un fragmento extensible y, por tanto, sin bordes reales, quedando sujeta su proyección a las variantes determinadas por la extensión o área cubierta, la intensidad y la ubicación del color en el plano. Genaro Moreno ha continuado desarrollando este plan isométrico aunque ahora con mayor libertad, con una libertad que llega a asignar al color un valor representativo o simbólico” (Bélgica Rodriguez, “La Pintura Abstracta en Venezuela, 1945-1965” . Galería de Arte Nacional. 1980.
Por otro lado, Ernesto J. Guevara, curador de la sección de la galería virtual, de la Revista del Decanato de Estudios General de la Universidad Simón Bolívar, en su capítulo, “Abstracción Geométrica en Venezuela” nos dice: “ Otra consideración del espacio se puede construir a partir de la presencia del color, el cual es parte fundamental en el proceso de la visión humana. A diferencia de una noción metafórica del espacio, que se desprende del ejemplo anterior, el razonamiento en este caso atiende justamente al menor esfuerzo con que la retina enfoca colores más cálidos como el amarillo, en contraposición al gris que se aprecia "más distante". Esta relación espacial a partir de lo que puede denominarse distancias cromáticas, es lo que muestra una obra como Sin título 1/30 (1953) de Genaro Moreno. El color negro cumple una función importante en el efecto visual alcanzado, ya que determina una suerte de profundidad sideral en la que tienen lugar las reacciones espaciales entre las formas geométricas coloreadas. Pero si el color negro es el fondo, entonces el blanco, por su luminosidad, actúa como la señal más cercana a espectador. A partir del blanco y hacia la profundidad sugerida por el fondo negro, se ubican, según su color y tamaño, todas las formas que participan en la composición”. (ver: Universali@linea).
Expuso nuevamente en el Taller Libre de Arte, en 1955, bajo técnica de Objetos con espejos y laminas de cobre en panot de madera. Ese mismo año realizó una exposición con los llamados “Independientes” en el Museo de Bellas Artes .
Miguel Arroyo, Vásquez Brito, Juan Calzadilla y Genaro Moreno organizan, en 1956, una exposición de Rafael Monasterios en homenaje a su extensa carrera como docente. (ver: Rafael Monasterio (1884-1984) “Regiones para la Imagen”. Galería de Arte Nacional. Caracas . 1985)
Genaro Moreno, viaja para Madrid, España, en 1957, con su esposa y compañera Carmen de Moreno Zapata, también artista, y sus dos hijas María Coromoto y María Esperanza. Meses después, en Madrid, el 19 de noviembre de 1957, nacería Genaro Moreno (hijo). Carmen artista también, dedicada al abstraccionismo pintó muchas obras muy apreciadas por el público.
Para 1959, Genaro Moreno se radicó en el Zulia, su tierra natal, donde realizó funciones como Director de la Escuela de Bellas Artes de Maracaibo, Julio Arraga, hasta 1961.
Ese mismo año, Genaro Moreno se instaló en Caracas definitivamente e inició una nueva etapa en su carrera artística, y es así, que en 1974, expuso en la Sala Humboldt “Composición en Geometría”, recreando con nuevas técnica de pinturas (acrílico sobre tela) y depurando los criterios plásticos donde ya había incursionado en el Paris de 1950.
En 1975, rompió con la dinámica blanco, negro y rojo, y crea “Paralelas en color”, exposición ésta exhibida en la Galería Carmelo Fernández. De esta exposición sólo se conocen 20 obras bajo la técnica de esmalte sobre madera, de una riqueza plástica extraordinaria e innovadora.
Inauguró una nueva exposición en la Galería Carmelo Fernández, en 1976, llamada “Movimiento Geométrico del Color”. Estas obras serían expuestas, ese mismo año, también en la Galería Toulouse Lautrec, en Maracaibo, estado Zulia. Al respecto expresó el crítico de arte venezolano Juan Calzadilla lo siguiente: “Genaro Moreno ha sido entre los artistas de la generación de 1950 uno de los menos comprendidos quizás se deba a ello a que paso muchos años sin mostrar sus obras…Algunos abstractos como Rubén Núñez y el propio Moreno realizaban para esa fecha, si hemos de creer en el testimonio de Perán Erminy, investigaciones que se adelantaban o intuían al cinetismo”*.
Fue invitado, en 1977, a los espacios del CONAC, antiguo Consejo Nacional de la Cultura para exponer la colección “Formas puras, espacio y color “.
En 1978, inauguró la exposición “Arte Concreto- Espacio Dinámico”, en la Galería Carmelo Fernández (Caracas). Al respecto comentaba la obra Perán Erminy resaltando: “Las nuevas soluciones propuestas y el replanteamiento bajo nuevos enfoques, de los problemas sobre los cuales venía trabajando Genaro Moreno, sobre todo en lo que concierne a las relaciones cromáticas de los planos geométricos, en que se compartía la animación virtual y visual de las superficies pintadas, si bien significan, en cierto modo, una continuación de las mismas concepciones y de la misma línea de búsquedas, a las cuales siempre ha permanecido fiel el artista, desde la época ya remota en que militaba en el grupo de “Los Disidentes”, viene a significar más que un gran paso de superación, un salto cualitativo, para la cual, de todas la experiencias anteriores acumuladas se cristaliza un resultante nueva y distinta”.
Expone esa misma serie de 30 obras, en 1979, “Art Concret - Espace Dynamique”, en la Galería Vercamer, en París, donde recibe variado elogios de la crítica parisina, entre ellos la de Gaston Dhiel en el “Le Nouvea Monde” (Paris, Feuvier 1979), quien resaltó: ”Moreno ha logrado, como lo demuestran las telas reunidas aquí a operar una notable síntesis personal entre lo riguroso constructivismo de ricas gamas coloreadas y ciertos elementos empleados por el cinetismo. Con perspicacia obtiene así una vivaz y variada sugestión de un espacio acompasado por ritmos de una indudable potencia monumental”.
Por su parte, el “Le Nouveau Journal”, (Paris 17 fev / 1978), destacó: ”en la búsqueda del movimiento y de la profundidad se renueva en sus telas constantemente con un dinamismo notable en las que no se puede permanecer insensible ante la riqueza de la invención y la lujuriante cromática que hacen de cada uno de estos cuadros un fuego de artificio deslumbrante”…
Fue seleccionado, en 1979, para participar en una colectiva de pintores de los países andinos en una exposición titulada: Diez años de Cultura Andina promovida por el “Pacto Andino” (organizaciones de países pertenecientes a los andes de América Latina) con sede en Lima, Perú y auspiciada por el CONAC.
Genaro Moreno siguió revolucionando dentro de la geometría y expuso “Simetría Modular”, en la Galería “Carmelo Fernández” en 1979. Un año después es invitado por galería Valor- Arte del Hotel Tamanaco, para exponer 30 obras inéditas de “Simetría Modular”.
Es incluido, en 1980, por la Galería de Arte Nacional en la célebre exposición colectiva “Arte constructivo venezolano, 1945-1965: Génesis y desarrollo”, con Bélgica Rodríguez, curadora principal de la exhibición. Allí se incluye dos de sus obras más importantes titulada “Composición Geométrica” Paris, 1953, obras éstas que forman parte de la colección de la Galería de Arte Nacional GAN, (ver Catálogo Digital de Bienes Culturales, de la Fundación Museos Nacionales, del 2005.
Ese mismo año, fue invitado a participar en la colectiva de pintores, “Momentos de la Pintura Venezolana en el Siglo XX”, en el Centro Venezolano de Cultura de Bogotá, Colombia.
En 1981, expuso “Energía Cinética” en la Galería “Carmelo Fernández” de Caracas. Quizás sea esta la exposición de más expectativas del pintor, en sus últimas décadas. La movilidad de sus composiciones pareciera avanzar hacia nuevos espacios creativos. Esta exposición fue muy bien recibida por sus seguidores, críticos y público en general. “Es un espacio abierto de formas que se encuentran, colisionan y estallan, creando otros objetos en un espacio donde se reproduce ”, argumenta Genaro, “sigo trabajando sobre cuatro líneas sin circunferencias. Ahora lo que ha pasado es que no estoy conforme con lo estático y busco un movimiento que no obligue al espectador a desplazarse”.
Ese mismo año, es seleccionado para la Primera Bienal Nacional de Artes Visuales, del Museo de Bellas Artes de Caracas. La obra multicromática ensamblada en cuatro piezas de acrílico y espejos sobre madera, fue digna de elogios en la bienal.
Realizó una exposición titulada “Visión Virtual”, en 1983, en la Galería Carmelo Fernández, de Caracas.
Durante esos años Genaro Moreno, también fue profesor de “Arte Puro” en la Escuela de Artes Plásticas Cristóbal Rojas, y profesor de Arte en la Universidad Francisco de Miranda, en Caracas.
En 1986, es invitado por el Consejo Municipal del Distrito Federal para realizar una retrospectiva de su obra que Genaro Moreno denominó “40 años de Pintura geométrica”.
En ocasión del “Día del Artista Plástico” , el 10 de mayo de 1989, fue celebrado en la Escuela de Artes Visuales “Cristóbal Rojas”, en la Galería Espiral, en Caracas, un homenaje al pintor Armando Reverón que incluyó, entre otras actividades la exposición “40 años de Abstracción Geométrica” . Esta sería la última exposición en vida de Genaro Moreno.
Ese mismo año se realizó un documental sobre la serie artistas venezolanos, que incluyó a Genaro Moreno, por la División de la Tecnología Educativa del Ministerio de Educación, divulgada por el canal 5 de la televisora nacional. Quizás sea este el único testimonio visual de este artista venezolano.
En esa entrevista Genaro aseveró: “he insistido en mi pintura geométrica. Sólo quedo yo, ya todos han los que estaban en el Grupo de los Disidentes han abandonado el constructivismo… yo insisto en mi arte, sin importar si es comercial o no… Todo lo he encontrado, nada lo he buscado, una cosa me lleva a lo otro” .
El día 11 de agosto de 1989, Genaro Moreno es internado en una clínica a consecuencia de una enfermedad cerebrovascular, que le paralizó la parte izquierda de su cuerpo y donde sobrevivió después de 30 días en terapia intensiva. Sus capacidades, evidentemente disminuidas, lo obligaron a cesar tan prolija y nutrida producción artística que había comenzado a sus quince años. Ese mismo mes, el 26 de agosto sus hijos organizaron una subasta de obras de arte para la recaudación de fondos para el pago de su hospitalización en clínica privada. La generosidad de la Galería Gabriel Bracho, y su familia, hizo posible esta subasta que recibió obras de los pintores Gabriel Bracho, Mateo Manaure, Alirio Rodriguez, Omar Carreño, Guevara Moreno, Régulo Pérez, Manuel Espinosa, Manuel Quintana Castillo, Cornelius Zitman, Luisa Richter, Virgilio Trompiz, Manuel Quintana Castillo, entre otros.

## Sus últimos días
En sus últimos meses de su vida activa Genaro Moreno había realizado una exposición, hasta ahora inédita, de 25 cuadros formato grande, de una gran riqueza conceptual que desbordó su creatividad como artista.
Eran pasos acelerados en su vida, donde dedicaba 24 horas, durante días continuos, su ardua labor creativa. Pareciera que él hubiese advertido el desenlace temprano de su vida. Eran tiempos en la que Genaro redescubrió al poeta ruso Vladimir Maiakovski “el poeta de la revolución rusa”, como le llamaban, quien en 1930, se suicidó dejando un texto poético a la que Genaro parafraseaba en forma premonitoria: “Como quien dice la historia ha terminado. El barco del amor se ha estrellado contra la vida cotidiana … sean felices”.
Genaro Moreno falleció en la madrugada del 29 de diciembre del 1991, en su casa de El Llanito, en Caracas, acompañado de sus familiares más cercanos, su esposa Carmen Emilia de Moreno Zapata, artista plástica compañera eterna de Genaro, y sus seis hijos, Coromoto, María Esperanza, Genaro, Gerardo, Guillermo y Luis Felipe. Genaro, aun vive en ellos y en el legado artístico de sus obras.

## Obras
- Saco Rojo.
- Formas Puras Espacio Color.
- Composición en Geometría.
- Paralelas en color.
- Movimiento Geométrico del Color.

## Exposiciones individuales
- 1950 "Formas puras espacio color", Galería Barbizon, París
- 1951 "Formas puras espacio color", Taller Libre de Arte, Caracas / "Pinturas geométricas", Galería Barbizon, París / "Objetos", Taller Libre de Arte, Caracas
- 1955 Taller Libre de Arte, Caracas
- 1974 "30 obras", Sala Humboldt, Caracas
- 1975 "Paralelas en color", Galería Carmelo Fernández, Caracas
- 1976 "Movimiento geométrico del color", Galería Carmelo Fernández, Caracas / "Movimiento geométrico del color", Galería Toulouse-Lautrec, Maracaibo
- 1977 "Formas puras espacio color: 26 años de pintura geométrica", Galería del Conac
- 1978 "Arte concreto / espacio dinámico", Galería Carmelo Fernández, Caracas
- 1979 "Arte concreto / espacio dinámico", Galería Vercamer, París / "Simetría modular", Galería Carmelo Fernández, Caracas
- 1980 "Simetría modular: 30 obras inéditas", Galería Valor-Arte, Caracas
- 1981 "Energía cinética", Galería Carmelo Fernández, Caracas
- 1982 "Visión virtual", Galería Carmelo Fernández, Caracas
- 1986 "36 años en la pintura geométrica de Genaro Moreno", Museo Caracas, Palacio Municipal, Caracas

## Premios
- 1950 Primer premio, Salón LUZ